# PGC 50584
PGC 50584 = Arp 79 ist eine Balken-Spiralgalaxie vom Hubble-Typ SB(s)bc im Sternbild Bärenhüter am Nordsternhimmel. Sie ist rund 245 Millionen Lichtjahre von der Milchstraße entfernt und hat einen Durchmesser von etwa 90.000 Lichtjahren. Das Objekt wird inoffiziell auch „NGC 5490C“ genannt, da sie in der Nähe der Galaxie NGC 5490 liegt und eine Interaktion beider Galaxien in Erwägung gezogen wird.
Halton Arp gliederte seinen Katalog ungewöhnlicher Galaxien nach rein morphologischen Kriterien in Gruppen. Diese Galaxie gehört zu der Klasse Spiralgalaxien mit einem großen Begleiter hoher Flächenhelligkeit auf einem Arm (Arp-Katalog).